# Nan-ling
Nan-ling (čínsky pchin-jinem Nánlǐng, znaky 南岭; česky Jižní pohoří), také známé jako Wu-ling (čínsky pchin-jinem Wǔlǐng, znaky 五岭; česky Pět pohoří) je významný horský systém v jižní Číně oddělující povodí Perlové řeky a povodí Jang-c'-ťiang. Rozkládá se na hranicích provincií Ťiang-si, Chu-nan, Kuang-tung a oblasti Kuang-si. Nan-ling zároveň slouží jako předěl mezi střední a jižní Čínou. 
Název Wu-ling odkazuje na pět hlavních pohoří Nan-lingu: Jüe-čcheng-ling, Tu-pchang-ling, Meng-ču-ling, Čchi-tchien-ling, Ta-jü-ling.
Celý horský systém se táhne ve východo-západním směru a je výsledkem alpinsko-himálajského vrásnění.
V polovině 19. století byl Nan-ling v české literatuře znám jako Jihokytajské pohoří.

## Horská pásma

### Hlavní pohoří
- Jüe-čcheng-ling
- Tu-pchang-ling
- Meng-ču-ling
- Čchi-tchien-ling
- Ta-jü-ling

### Další pohoří a horské hřbety
- Pa-mien-šan
- Ču-chuang-šan
- Chua-š'-šan
- Jao-šan
- Ťiou-i-šan
- Čching-jün-šan
- Ťiou-lien-šan
- Chaj-jang-šan
- Jang-ming-šan
- Ta-čchü-šan
- Luo-fu-šan